# Ras il-Wardija

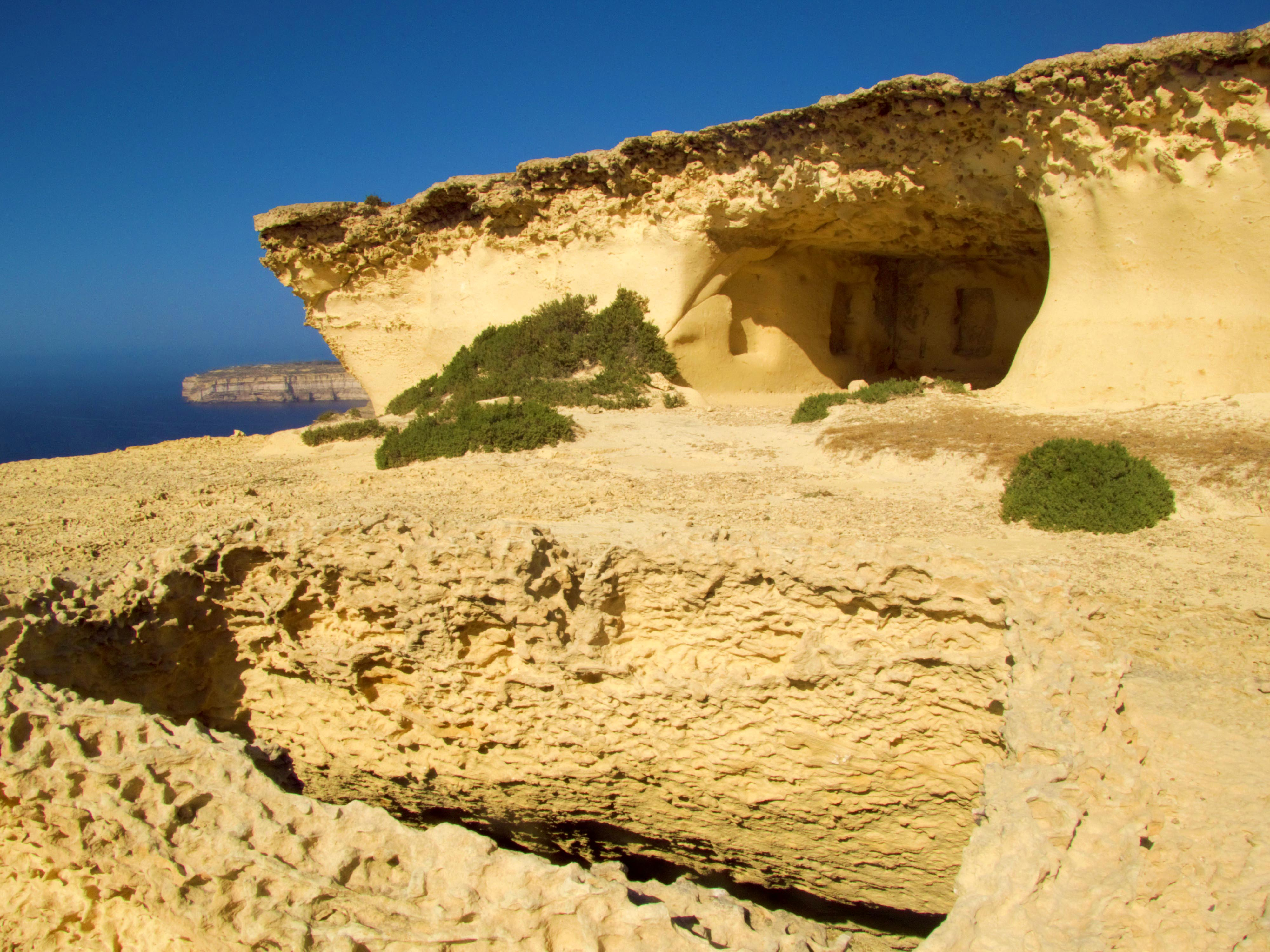
Der in den Fels gehauene Tempel von Ras il-Wardija

Ras il-Wardija (Bedeutung: „Hochland des Wächters“) ist eine antike Kultstätte und eine archäologische Grabungsstätte auf der zu Malta gehörenden Insel Gozo. Der Felsvorsprung erhebt sich auf einer Höhe von 28 m zwischen der Xlendi Bay und der Dwejra Bay im Südwesten der Insel. Er gehört zur Gemeinde San Lawrenz.

## Beschreibung
Auf dem Ras il-Wardija finden sich zahlreiche vorgeschichtliche Ruinen, die auf eine stark befestigte bronzezeitliche Siedlung hindeuten, ähnlich der von Baħrija auf der Hauptinsel Malta.
Das National Inventory des maltesischen Kulturerbes führt hier einen Tempelbezirk aus der phönizisch-punischen Besiedlungsphase Gozos auf, der bis in die römische Zeit als Kultort genutzt wurde. Dieser zeigt deutliche Spuren der Verwitterung. Die räumliche Nähe eines Mithräums aus römischer Zeit zeugt vom Fortbestehen punischer Traditionen auf den maltesischen Inseln bis in die Spätantike.

## Archäologischer Befund
Im Jahr 1964 begann die Missione Archaeologica Italiana a Malta mit Ausgrabungen auf dem Ras il-Wardija. Diese ergaben, dass es sich hier um ein komplexes religiöses Monument handelt, das als Kultstätte einer Himmelsgottheit gedeutet wird. Die Ursprünge dieses Heiligtums reichen in die phönizisch-punische Zeit zurück.
Der Komplex besteht aus mehreren architektonischen Elementen:
- einer rechteckigen Kammer
- dem äußeren Korridor
- einem Wasserspeicher
- einem glockenförmigen Brunnen sowie
- einem Altar.

Die archäologischen Funde waren spärlich und verstreut. Sie umfassen einen Zeitraum von der punischen Periode im 3. Jahrhundert v. Chr. bis zur römischen Zeit des 4. Jahrhunderts n. Chr.
In den Klippen findet sich eine in Stein gehauene Kammer, vermutlich ein Mithräum aus römischer Zeit.